# Sports Stadium
Sports Stadium – to wielofunkcyjny stadion w Majuro na Wyspach Marshalla. Stadion ma pojemność około 2000 osób. Jest to kryty stadion, zwany również ECC (Educational Cultural Center) i stosowany głównie do koszykówki i siatkówki, i rzadko do meczów piłkarskich, tak jak na wyspie nie prowadzono rozgrywek ligowych. Stadium ma 3 przypięte arki dachowe obejmujące 60 m